# Camden (Michigan)
Camden – wieś w Stanach Zjednoczonych, w stanie Michigan, w hrabstwie Hillsdale.